# Daibutsuyō
Daibutsuyō (大仏様 lit. gran estilo Buda?) Es un estilo de arquitectura religiosa japonesa que surgió a finales del siglo XII o principios del siglo XIII. Junto con Wayō y Zenshūyō, es uno de los tres estilos más significativos desarrollados por el budismo japonés sobre la base de modelos chinos.

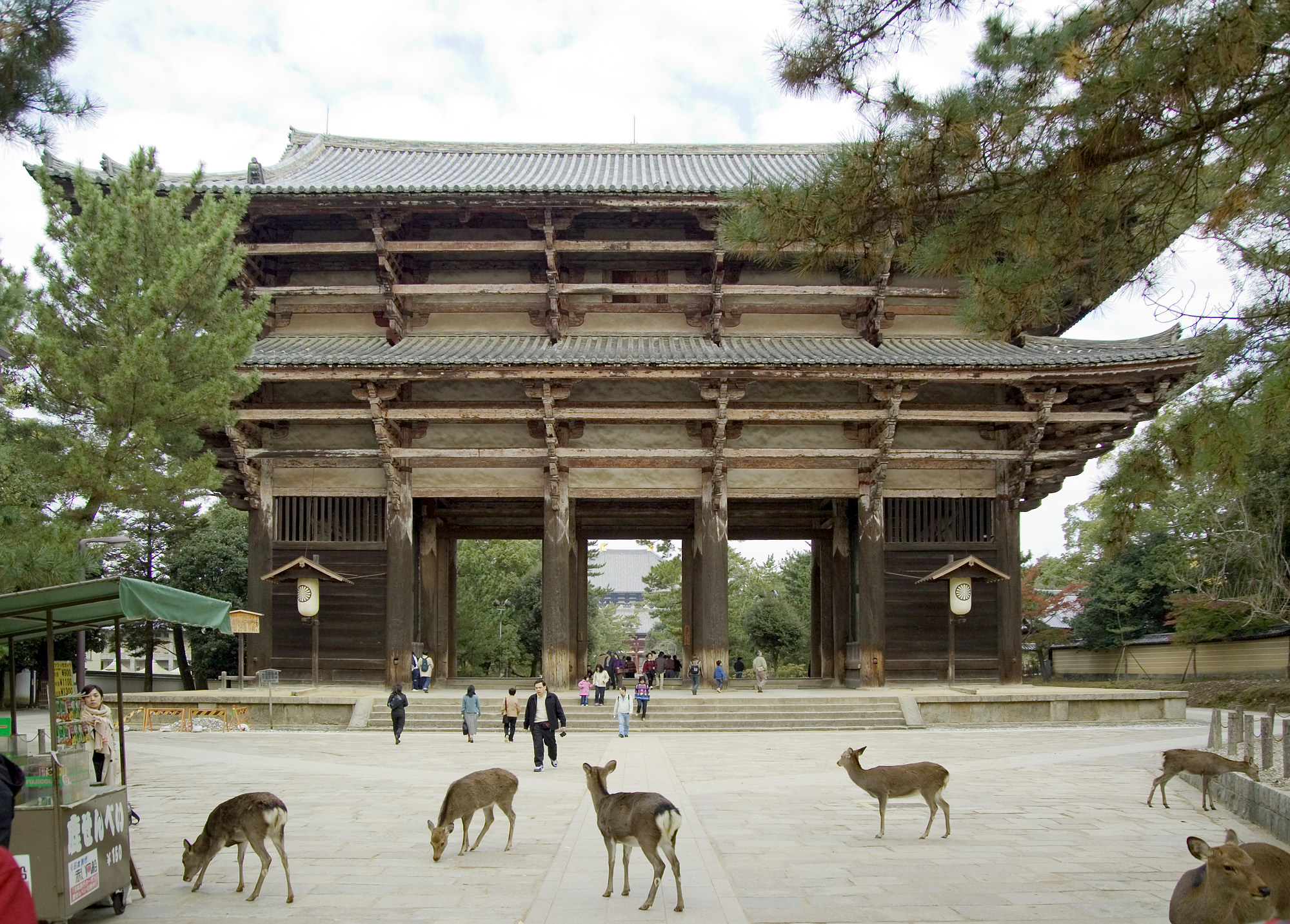
El nandaimon de Tōdai-ji es uno de los pocos ejemplos existentes del daibutsuyō

Originalmente llamado tenjikuyō (天竺様 lit. estilo indio?), pero ya que no tenía nada que ver con la India fue rebautizado por el erudito Ōta Hirotaro durante el siglo XX. Ōta deriva el nombre de la obra de Chogen, particularmente del Daibutsuden de Todai-ji.
Pronto se abandonó tras la muerte de su creador, probablemente debido a que no armoniza con los gustos japoneses, influyó sin embargo, otros estilos de construcción con sus soluciones racionales. La combinación de wayō y daibutsuyō en particular, se hizo tan frecuente que a veces se clasifica por separado bajo el nombre de Shin-wayō (新和様 nuevo wayō'?). Este estilo grandioso y monumental es la antítesis del estilo sencillo y tradicional wayō. El Nandaimon en Todai-ji y Amida-do en Jōdo-ji en Ono son sus mejores ejemplos existentes.

## Historia
El estilo fue introducido por el sacerdote Chōgen, quien en 1180 dirigió la reconstrucción de Todai-ji, que había sido destruida durante las guerras Genpei. Chōgen acababa de regresar del último de sus tres viajes a China y, por tanto, eligió como base el trabajo de arquitectura de la dinastía Song. Fue apoyado en su trabajo innovador por el primer shōgun Minamoto no Yoritomo.
De su trabajo en el templo sólo tres estructuras se mantienen, la Nandaimon, que sigue siendo el mejor ejemplo Daibutsuyō, el Kaizandō y la Hokkedō. La mayoría de los rasgos característicos de la puerta son los grupos de soporte de seis niveles (tokyō) proyectándose directamente de las columnas y conectados entre sí por lazos tan largos como la fachada. Durante el período Edo la sala Principal del templo, el Daibutsuden, también fue reconstruido en el estilo, al que daría su nombre.
Chogen construyó otros edificios de este estilo cerca y alrededor de Nara, de los cuales la Amida-do en Jōdo-ji en Ono es un buen ejemplo existente.
El estilo declinó rápidamente después de la muerte de su creador, probablemente porque no estaba de acuerdo con los gustos japoneses. Los elementos estructurales son tratados como elementos de diseño, y la rugosidad deliberada del edificio se supone que es parte de su belleza, pero el concepto era probablemente demasiado ajena a los contemporáneos de Chōgen, y fue rechazada.

## Características

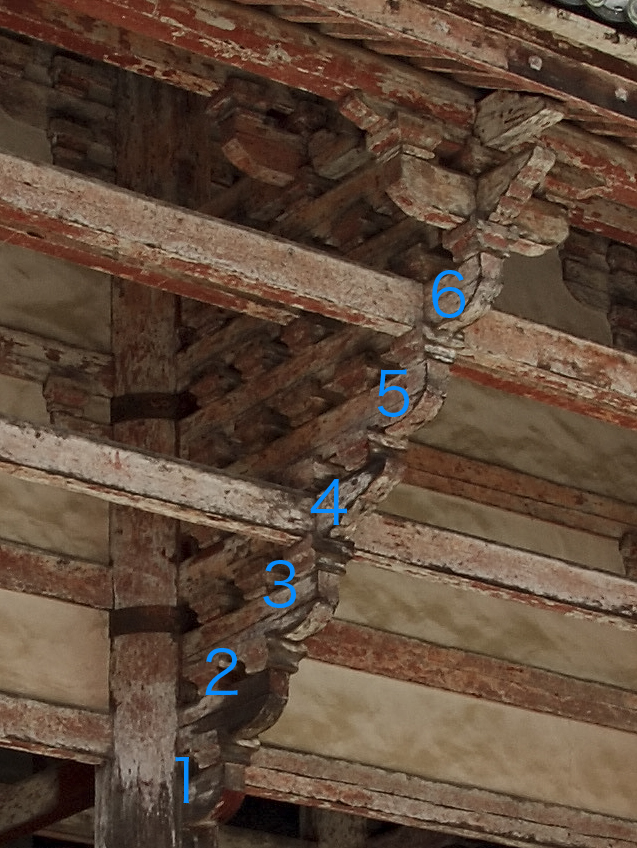
Nandaimon (detalle). Nótese el tōrihijiki expuesto

El estilo Daibutsuyō fue de corta duración, pero innovadora, y muchas de las ideas que introdujo fueron adoptadas por otros estilos. En particular, durante el período Muromachi el estilo tradicional Wayō estaba tan fuertemente influenciado que la mezcla de los dos es a veces llamado Shin-wayō.
- Artesanía en madera gruesa y aspecto general imponente
- El uso de tirantes penetrantes

Durante el período Heian los templos se construyeron utilizando sólo tirantes no penetrantes (nageshi (長押?)) hecho para encajar alrededor de columnas y pilares y clavado. El estilo daibutsuyō, primero, y el estilo zenshūyō, más tarde, los reemplazó con vigas penetrantes (nuki (貫?)), Que atraviesan la columna, y eran, por tanto, mucho más eficaz contra los terremotos. Sin embargo, el nageshi se mantuvo como un elemento puramente decorativo.
- elementos estructurales gruesos visibles con función decorativa.

Como ya se mencionó, muchos elementos estructurales se dejan al descubierto y tienen una función decorativa. Por ejemplo, miembros de soporte del techo no están cubiertos por un techo y por lo tanto son totalmente visibles desde el interior del templo. los lazos estabilizadores del soporte del Nandaimon (tōrihijiki (通り肘木?)), que recorre todo el ancho de la puerta también son completamente visibles. Los elementos estructurales son mucho más gruesa que en los edificios Zen.
- Sashihijiki

El sashihijiki (挿肘木?) Es un brazo del soporte que en lugar de descansar sobre un bloque de soporte en la parte superior de un pilar, se inserta directamente en él, como era normal en el anterior estilo wayō. En Todai-ji, tanto el Nandaimon como el Daibutsuden tienen seis sashihijiki, uno en la parte superior de la otra (mutesaki tokyō).
- Ōgidaruki

Otro detalle único en este estilo son la ōgidaruki ōgidaruki (扇垂木 lit. fan rafters?). Las vigas de soporte del techo se propagan a las esquinas desde un único punto, en un patrón en forma de abanico.
- Kibana

Las puntas de cada viga que sobresale termina en una estructura llamada kibana (木鼻 lit. nariz de madera?).

## Ejemplos del estilo Daibutsuyō

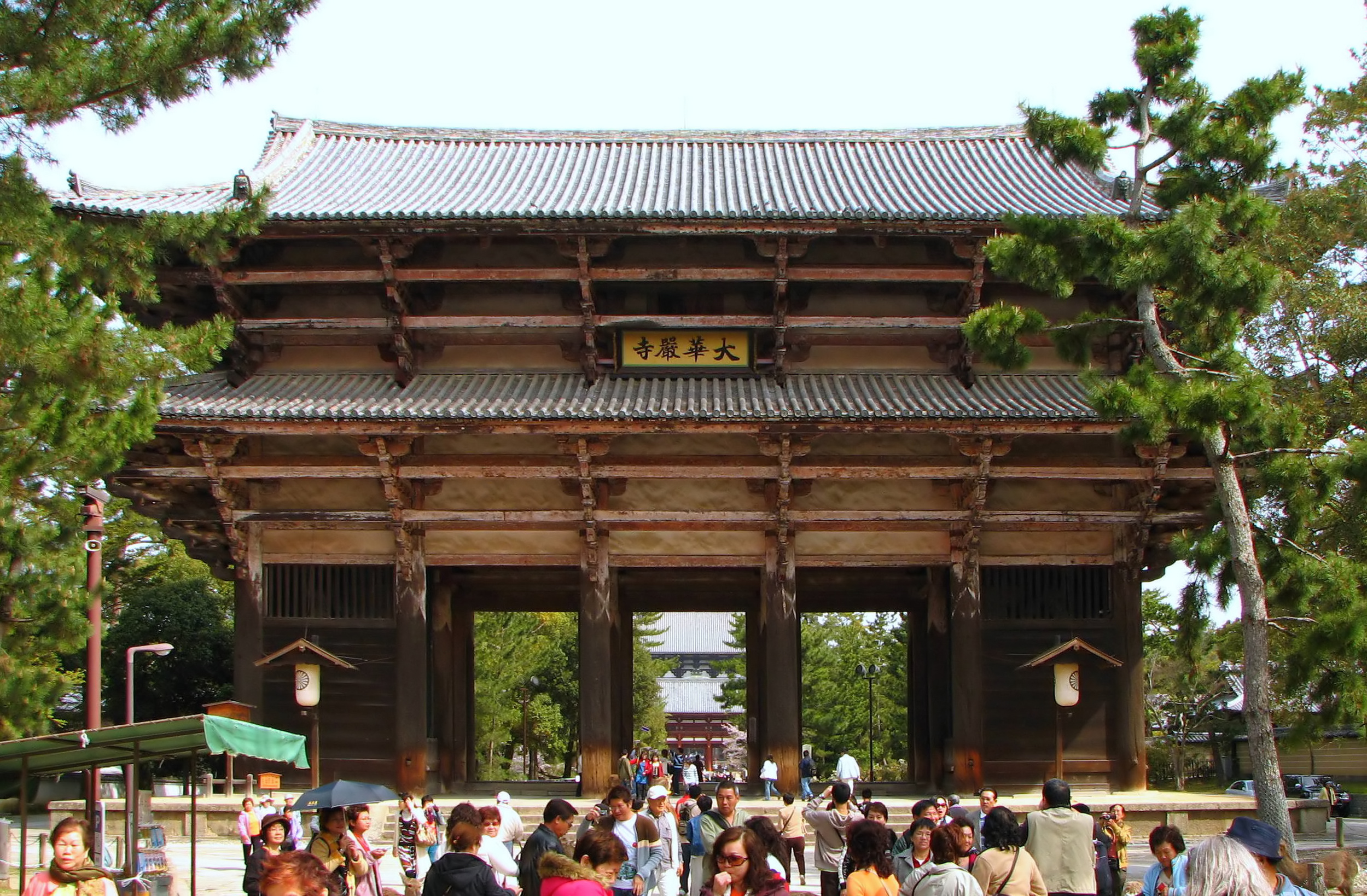
Nandaimon de Tōdai-ji
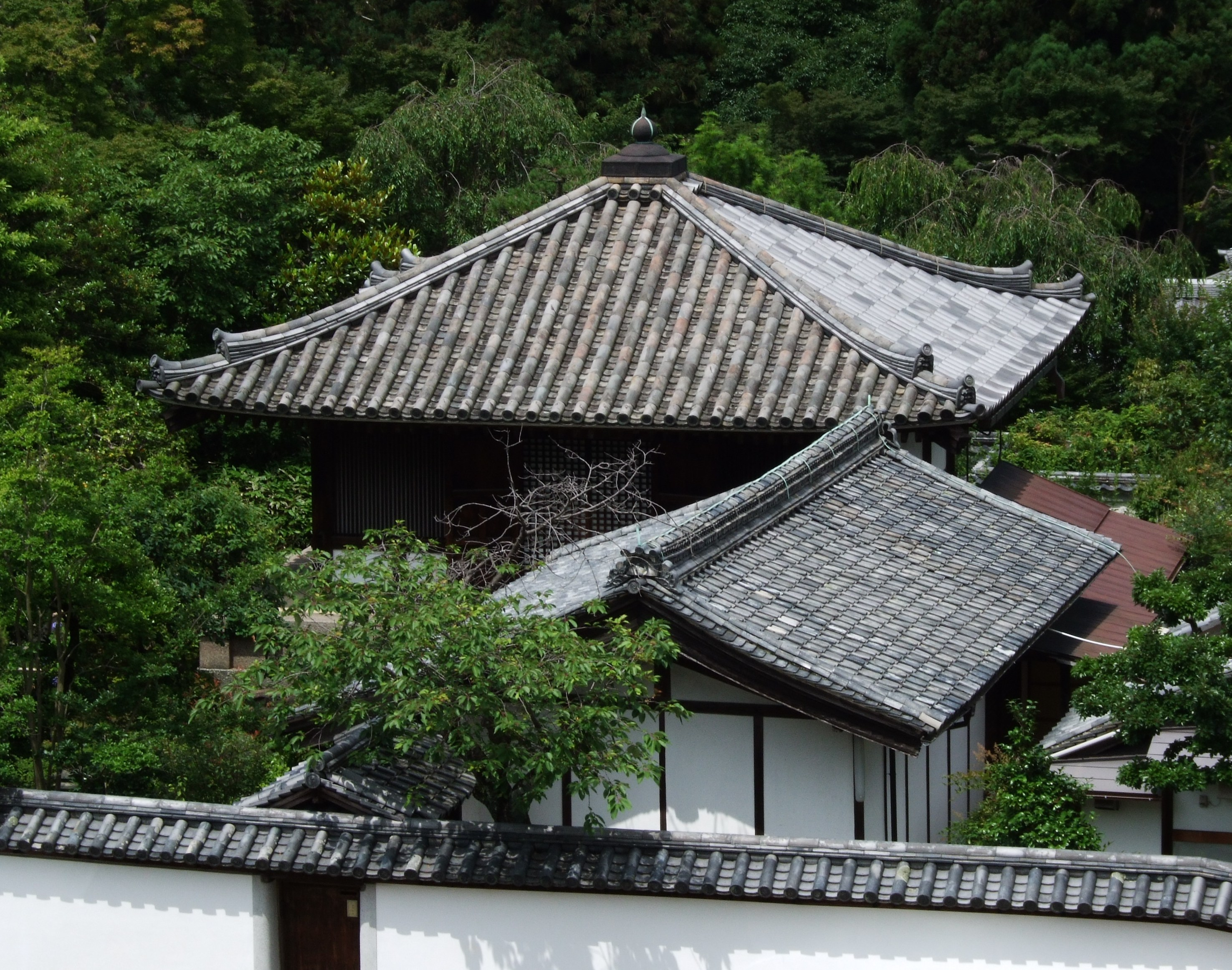
Kaizan-dō de Tōdai-ji
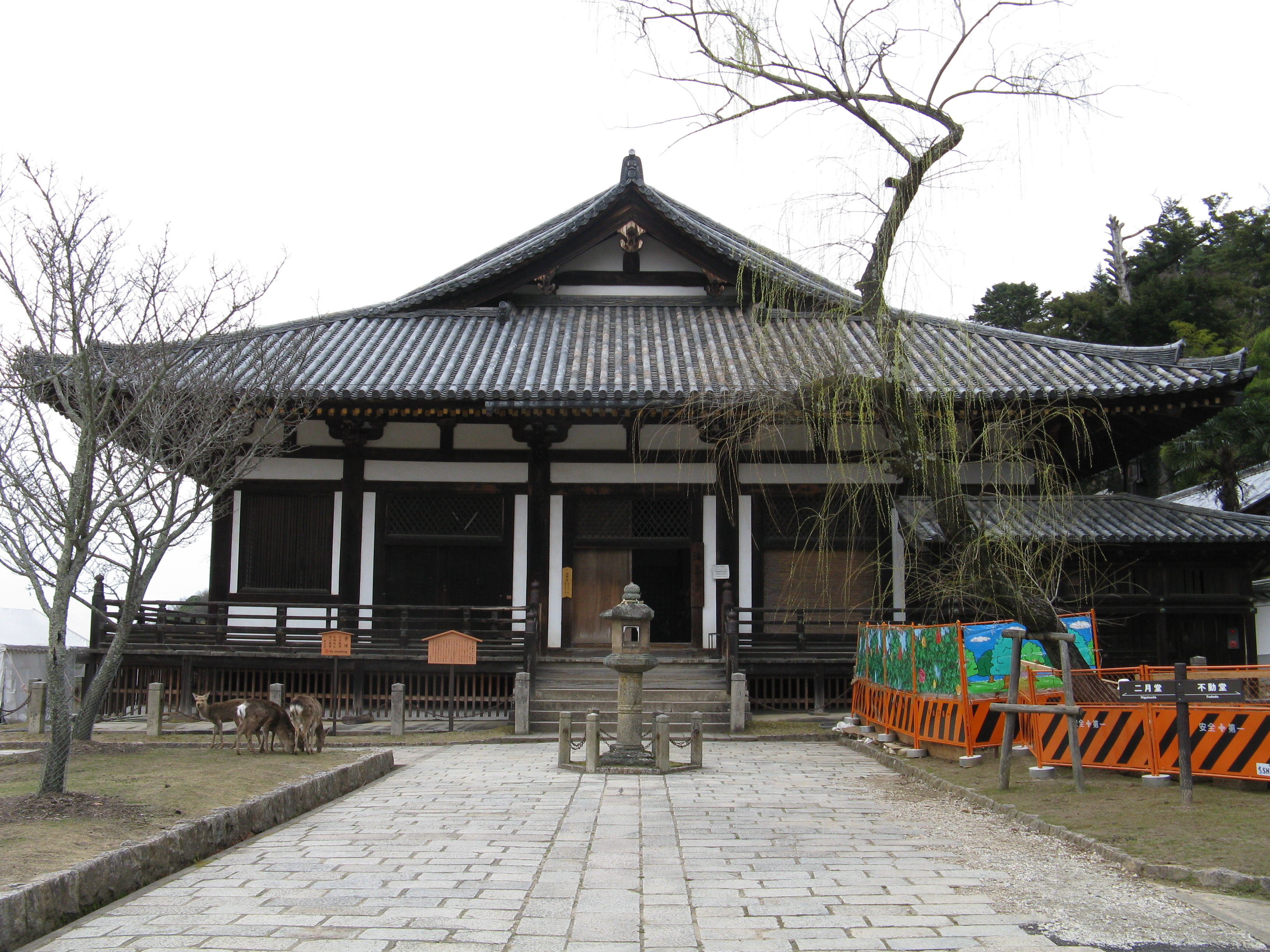
Hokke-dō de Tōdai-ji
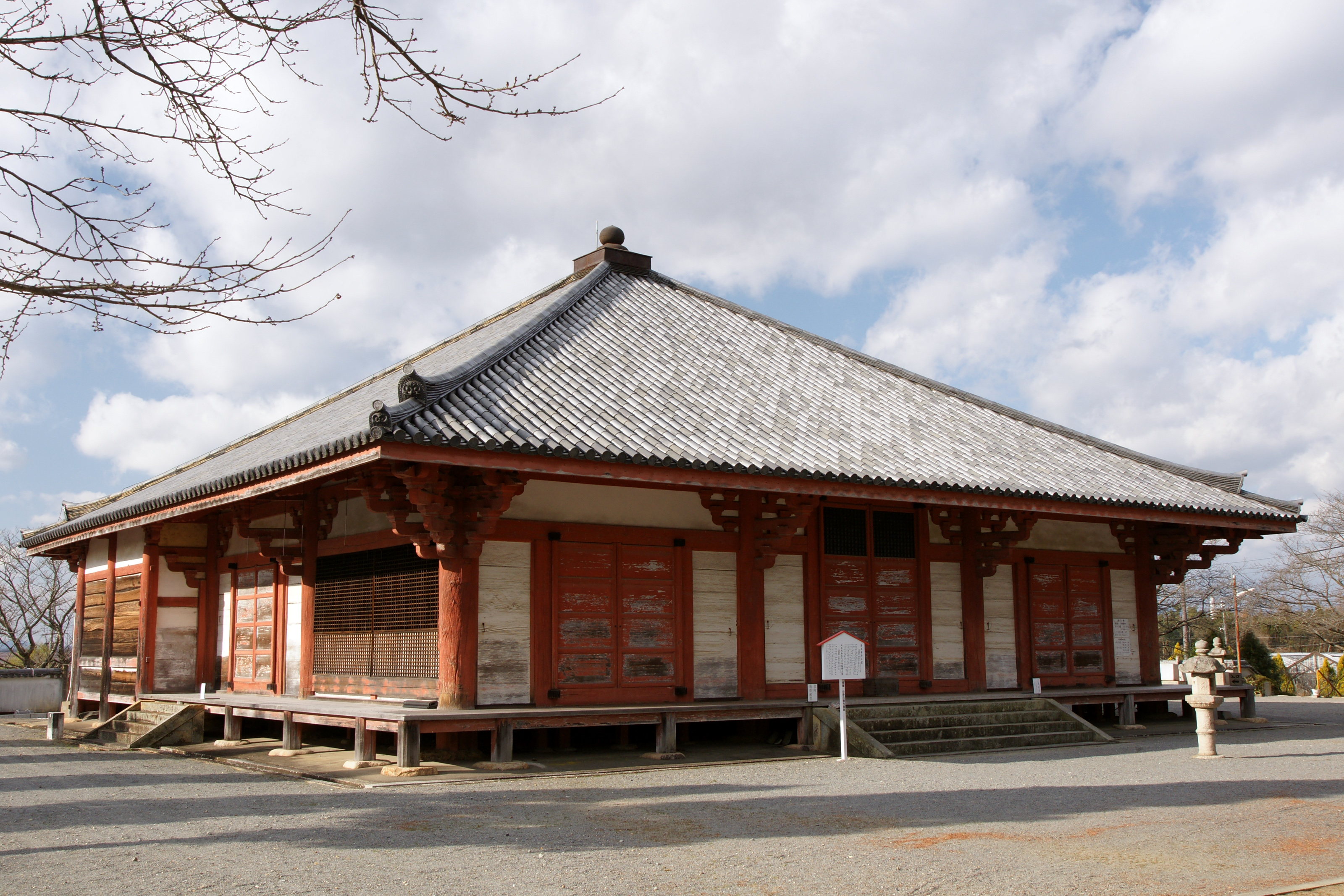
Amida-dō de Jōdo-ji